# Marche aux championnats du monde d'athlétisme en salle
Pour un article plus général, voir Championnats du monde d'athlétisme en salle.
La marche athlétique fait partie des épreuves inscrites au programme des premiers championnats du monde d'athlétisme en salle, en 1985 à Paris. Disputées sur la distance de 5 000 m chez les hommes, et de 3 000 m chez les femmes, les épreuves de marche sont retirées du programme des championnats du monde en salle et se disputent pour la dernière fois en 1993.
Avec quatre médailles d'or remportées, le Russe Mikhail Shchennikov est l'athlète masculin le plus titré dans cette épreuve. Il détient le record des championnats du monde en salle sur 5 000 m avec le temps 18 min 23 s 55.

## Éditions
| Années                  | 87 | 89 | 91 | 93 | Total |
| ----------------------- | -- | -- | -- | -- | ----- |
| Hommes - 5 000 m marche | X  | X  | X  | X  | 4     |
| Femmes - 3 000 m marche | X  | X  | X  | X  | 4     |

## Hommes

### Palmarès
| Édition | Or                                      | Argent                                | Bronze                             |
| ------- | --------------------------------------- | ------------------------------------- | ---------------------------------- |
| 1985    | Gérard Lelièvre 19 min 6 s 20           | Maurizio Damilano 19 min 11 s 41      | Dave Smith 19 min 16 s 04          |
| 1987    | Mikhail Shchennikov 18 min 27 s 79 (CR) | Jozef Pribilinec 18 min 27 s 80       | Ernesto Canto 18 min 38 s 71       |
| 1989    | Mikhail Shchennikov 18 min 27 s 10 (CR) | Roman Mrázek 18 min 28 s 90           | Frants Kostyukevich 18 min 34 s 07 |
| 1991    | Mikhail Shchennikov 18 min 23 s 55 (CR) | Giovanni De Benedictis 18 min 23 s 60 | Frants Kostyukevich 18 min 47 s 05 |
| 1993    | Mikhail Shchennikov 18 min 32 s 10      | Robert Korzeniowski 18 min 35 s 91    | Mikhail Orlov 18 min 43 s 48       |

## Femmes

### Palmarès
| Édition | Or                                    | Argent                        | Bronze                         |
| ------- | ------------------------------------- | ----------------------------- | ------------------------------ |
| 1985    | Giuliana Salce 12 min 53 s 42         | Yan Hong 13 min 6 s 66        | Ann Peel 13 min 6 s 97         |
| 1987    | Olga Krishtop 12 min 5 s 49 (CR)      | Giuliana Salce 12 min 36 s 76 | Ann Peel 12 min 38 s 97        |
| 1989    | Kerry Saxby 12 min 1 s 65 (CR)        | Beate Anders 12 min 7 s 73    | Ileana Salvador 12 min 11 s 33 |
| 1991    | Beate Anders 11 min 50 s 90 (CR)      | Kerry Saxby 12 min 3 s 21     | Ileana Salvador 12 min 7 s 67  |
| 1993    | Yelena Nikolayeva 11 min 49 s 73 (CR) | Kerry Saxby 11 min 53 s 82    | Ileana Salvador 11 min 55 s 35 |